# Али-Юрт
Али́-Юрт (ингуш. Iаьли-Юрт) — село в Назрановском районе Республики Ингушетия.
Образует муниципальное образование «сельское поселение Али-Юрт», как единственный населённый пункт в его составе.

## География
Село расположено в 8 км к юго-востоку от районного центра — города Назрань (расстояние по дороге), недалеко от столицы республики, города Магас. На западе проходит административная граница с Северной Осетией. Село находится на склонах Лесистого хребта, понижающихся к западу и северо-западу, в направлении долины Сунжи. Межгорная долина, протянувшаяся в северо-западном направлении, в которой находится село Али-Юрт, носит название «балка Мурат», её начало (юго-восточнее села) расположено на склонах горы Сейвендук (1160,6 м), через вершину которой проходит граница Ингушетии и Северной Осетии и откуда берут своё начало реки Ерусалимка и Кенч. Южнее села, уже на территории Северной Осетии, возвышается гора Волчья (811,2 м). Северо-восточнее Али-Юрта протекает небольшая речка Бари-Эли (приток реки Сурхохи), западнее расположена долина Сунжи (на её берегу стоит Магас).
Ближайшие населённые пункты: на северо-западе — город Магас, на севере — село Экажево, на северо-востоке — село Сурхахи, на юго-востоке — село Галашки, на юге — село Комгарон (Северная Осетия), на юго-западе — сёла Сунжа, Камбилеевское, Куртат и Донгарон (Северная Осетия), на западе — село Чермен (Северная Осетия).

## История
Согласно одной из версий, на территории селения Али-Юрт мог находиться древний город Магас — столица средневекового полиэтничного государства Алания, в состав которого входила, в числе прочих, и территория современной Ингушетии. Речь идёт о комплексе древних городищ «Яндаре—Гази-Юрт—Экажево—Али-Юрт—Сурхахи», которые представляют собой единый укреплённый район раннесредневековых городищ-крепостей и множество поселений между ними. В данном районе зафиксировано около 30 городищ, многочисленные поселения, соединяющие их между собой оборонительные рвы и погребальные памятники, вероятно, аланского времени.
Укреплённый район городищ находится на естественной возвышенности, удобной для обороны. С запада и севера протекают (в те времена бывшие более многоводными и менее проходимыми) реки Сунжа и Назранка, ещё немного севернее находится Сунженский хребет, с востока данный район защищает глубокое Ассинское ущелье, с юга — лесистые хребты Чёрных гор. Естественные рубежи усилены сторожевыми пунктами и городищами-крепостями, находящимися в пределах зрительной связи. Городища образуют несколько оборонительных поясов вокруг центральной части, где в урочище «Эрз-эли» («Камышовая балка») расположено наиболее крупное городище «Хатой-Борз» — возможно, представлявшее собой цитадель древнего Магаса. Общая площадь всего укреплённого района достигает более сотни квадратных километров.
На сегодняшний день непосредственно в Али-Юрте археологами были найдены и зафиксированы: на восточной окраине села «Али-Юртовское городище № 1» — «Мурад боарз», «Али-Юртовское городище № 2»; в 2,5 км на северо-востоке от села «Али-Юртовское городище № 3» — «Къора боарзаш».
С 1944 по 1958 год, в период депортации чеченцев и ингушей и упразднения Чечено-Ингушской АССР, село носило название Нарон.

## Население
| 2002  | 2006  | 2007  | 2008  | 2009  | 2010  | 2011  |
| ----- | ----- | ----- | ----- | ----- | ----- | ----- |
| 6882  | ↗7113 | ↗7170 | ↗7294 | ↗7384 | ↘5596 | ↗5615 |
| 2012  | 2013  | 2014  | 2015  | 2016  | 2017  | 2018  |
| ↗5758 | ↗5850 | ↗6000 | ↗6156 | ↗6182 | ↗6269 | ↗6393 |
| 2019  | 2020  | 2021  | 2023  | 2024  | 2025  |       |
| ↗6517 | ↗6633 | ↘6366 | ↗6534 | ↗6673 | ↗6830 |       |

Национальный состав
По данным Всероссийской переписи населения 2002 года:
- ингуши — 6 562 чел. (95,35 %)
- чеченцы — 280 чел. (4,07 %)
- дунгане — 24 чел. (0,35 %)
- другие — 16 чел. (0,23 %)

По данным Всероссийской переписи населения 2010 года:
- ингуши — 5 491 чел. (98,12 %)
- другие — 16 чел. (0,29 %)
- не указали — 89 чел. (1,59 %)

## Галерея

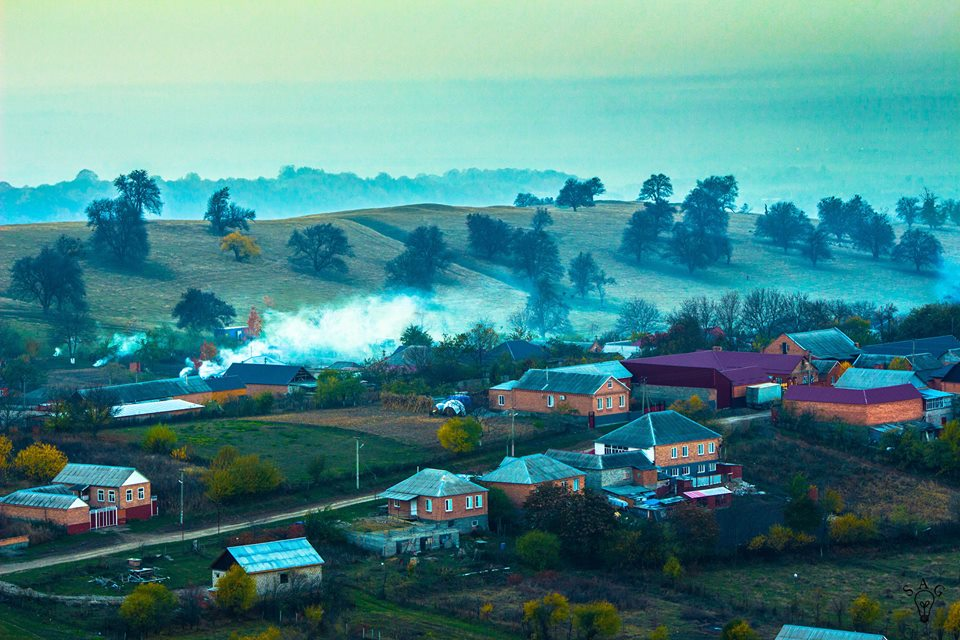
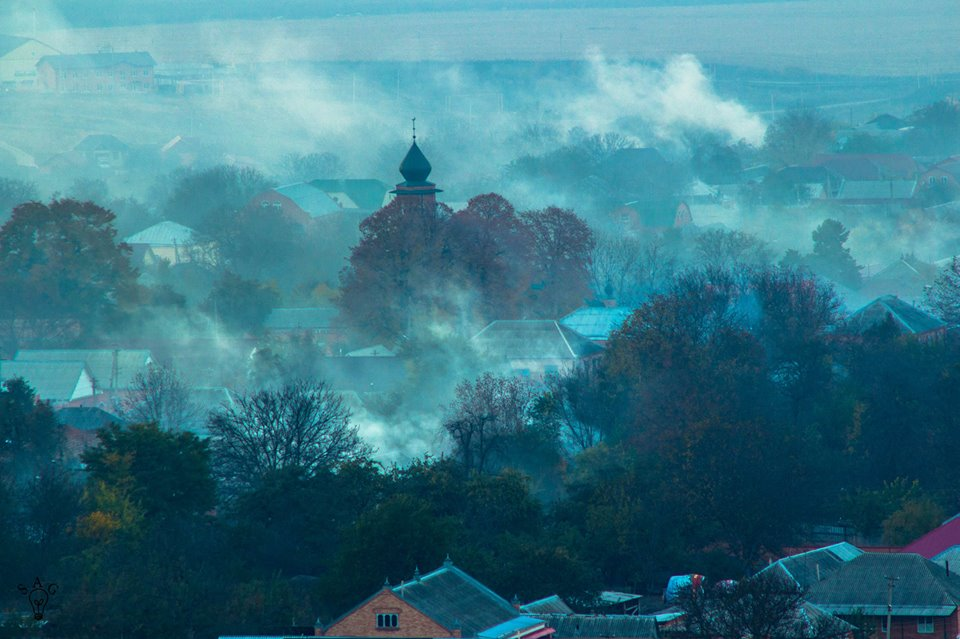
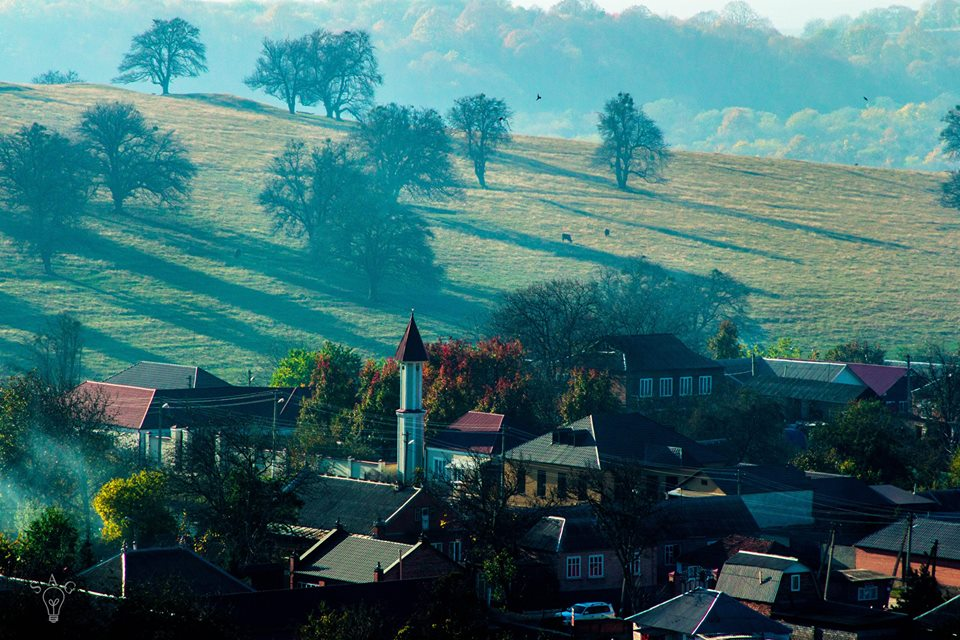